# Yuya Osako
Yuya Osako (Kagoshima, 18. svibnja 1990.) japanski je nogometaš.

## Klupska karijera
Igrao je za: Kashima Antlers, 1860 München i Köln.

## Reprezentativna karijera
Za japansku reprezentaciju igrao je od 2013. do 2015. godine. Za japansku reprezentaciju odigrao je 15 utakmica postigavši 3 pogodaka.
S japanskom reprezentacijom Yuya Osako igrao je na jednom svjetskom prvenstvu (2014.).

## Statistika
| Japan  | Japan | Japan |
| Godina | Nas.  | Gol.  |
| ------ | ----- | ----- |
| 2013.  | 6     | 3     |
| 2014.  | 6     | 0     |
| 2015.  | 3     | 0     |
| Ukupno | 15    | 3     |

## Vanjske poveznice
- National Football Teams